# Omska oblast
Omska oblast je oblast u Rusiji. Središte oblasti je Omsk.

## Vanjske poveznice
- (rus.) Info portal Omske oblasti  Arhivirana inačica izvorne stranice od 4. veljače 2005. (Wayback Machine)